# グリボーバル・システム

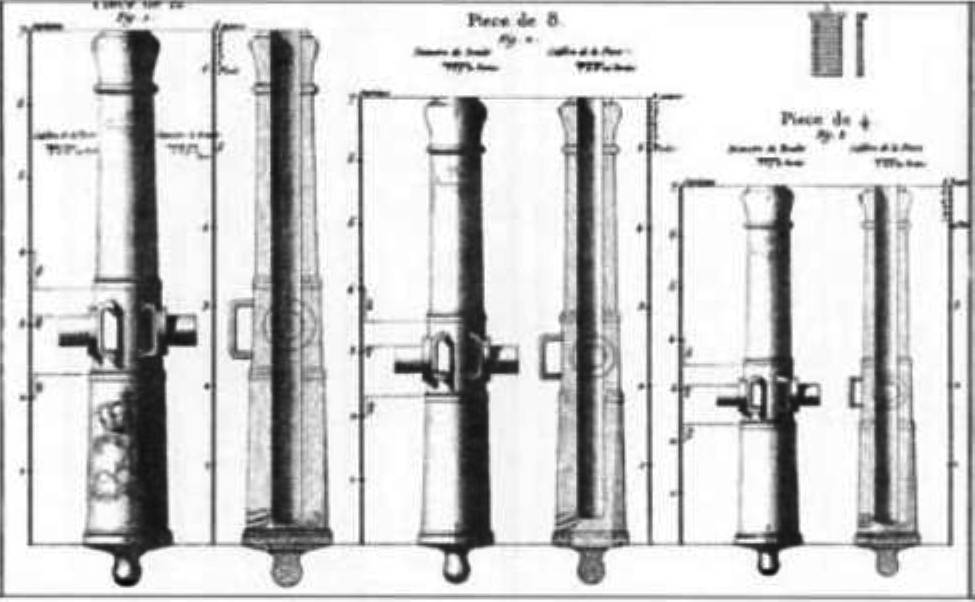
グリボーバル・システムの野砲。12ポンド、8ポンドおよび4ポンド砲

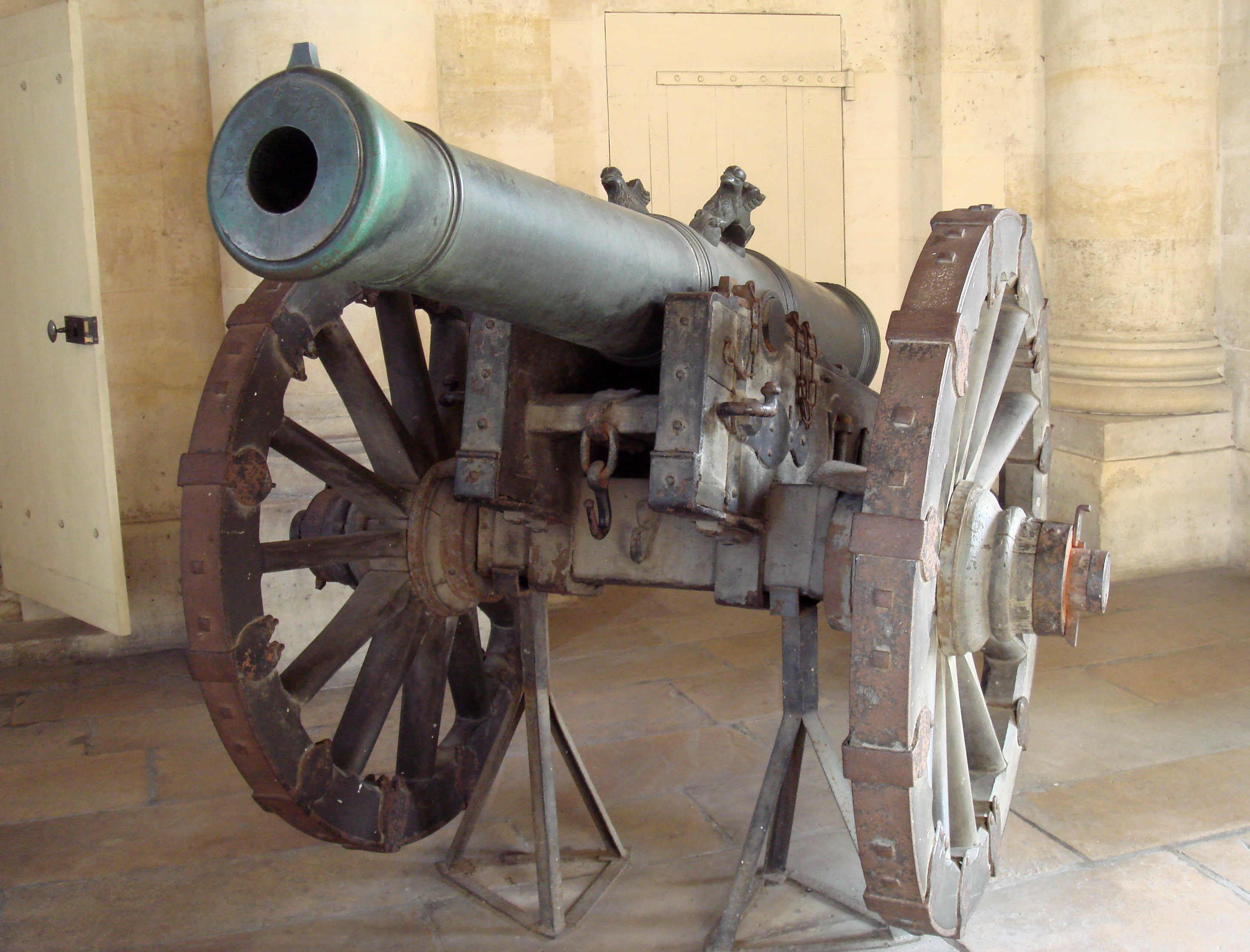
12ポンドグリボーバル重砲、1780年

グリボーバル・システム（仏: système Gribeauval, 英: Gribeauval system）は、ジャン＝バティスト・ヴァケット・ド・グリボーバルが18世紀に導入した砲兵システムである。このシステムは、新しい製造方法を用いることによってフランスの大砲に射程を犠牲することなしに軽量化・均一性を達成するといった改革をもたらした。グリボーバル・システムは以前のド・ヴァリエール・システムを代替するものであった。これらの新式大砲はナポレオン戦争の勝利をフランスにもたらしたが、ほぼ間違いなく当時の欧州における最良の砲システムであった。

## 開発
グリボーバル・システムは、1765年10月15日に制定された法令に基づいたものである。実際には多くの作業はグリボーバルが直接関わったのではないが（他の関係者としてはオノレ・ブランなど）、この組織化と標準化システムは「グルボーバル・システム」と呼ばれている。

### 技術
グリボーバルの第一の改革は大型大砲部品の製造に関するものであった。それ以前は砲身は粘土で作った円柱状の鋳型の周囲に溶けた鉄もしくは青銅を流しこみ、一つの部品として製造されていた。金属が冷えた後、粘土を取り除くことにより砲腔が完成する。しかし、この方式では出来上がった内腔は完全な円筒ではなく、その分を考慮して砲弾のサイズにやや余裕を持たせなければならなかった。したがって射撃時には砲弾と内腔のわずかな隙間から発射ガスが漏れ、火薬の持つパワーのかなりの部分が失われてしまう。グリボーバルは、ジャン・マリッツによって開発された新しい製造方式を採用した。砲身を一体のブロックとして鋳造し、その後砲腔をドリルで削り出す。砲身全体が固定された強大なドリルビットに対して回転し、重力と歯車を利用して切削部を前進させる。製造された砲腔と砲弾の公差は十分に小さく、砲身も薄く作成できたが射程を犠牲にすることはなかった。砲腔と砲弾の隙間が小さいため正確さを犠牲にすることなく砲身を短く出来た。短く、かつ薄い砲身は大砲の軽量化をもたらした。グリボーバルは砲車の改良も行い、野戦での機動性が増した。

### 構成と使用
グリボーバルは、大砲をいくつかのサイズに標準化した。野砲では、12ポンド砲、8ポンド砲、4ポンド砲（Canon de 4）、6インチ榴弾砲に、1ポンド・ロスタン砲が加えられた。重砲としては、 24ポンド重砲、16ポンド重砲 （Canon de 16）、12ポンド重砲（Canon lourd de 12）および8ポンド重砲（Canon lourd de 8）があった。グリボーバルはまた、臼砲の設計も行い、8インチ臼砲、短10インチ臼砲（Mortier court de 10）、長10インチ臼砲（Mortier long de 10）、12インチ臼砲（Mortier de 12）が採用された。また、従来のド・ヴァリエール砲システムから15インチ対人投石臼砲も加えられた。
グリボーバル・システムが最初に使用された大規模戦闘はアメリカ独立戦争である。1780年から1782年にかけてジャン＝バティスト・ド・ロシャンボー将軍の率いるフランス軍アメリカ遠征部隊がこれを使用した。特に有名なのは1781年のヨークタウンの戦いである。その後のフランス革命やナポレオン戦争でも大いに使用された。

### 改良と廃止

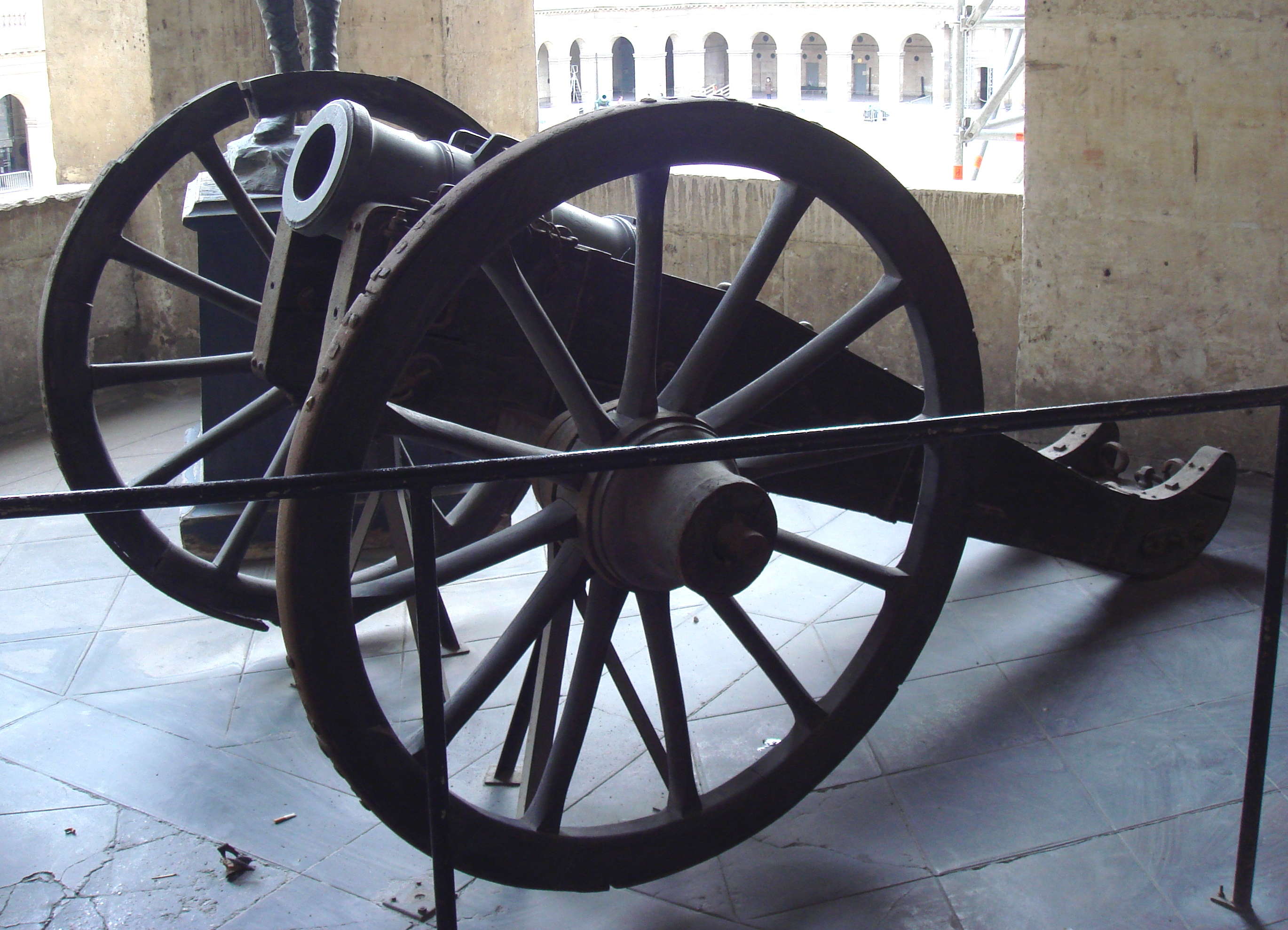
6インチ榴弾砲

1803年にはナポレオンの下でグリボーバル・システムは改定され、共和暦11年システムが制定された。
1825年から1831年にかけてSylvain Charles Valéeがさらに技術的改良を行った。このヴァレ・システムは、1830年のアルジェリア侵略やクリミア戦争（1853年-1856年）で使われた。
その後、新世代の砲弾を使用できる新型砲（canon obusier、榴弾カノン砲）や、海軍の炸裂弾を発射可能なペクサン砲の導入（1823年）、また1853年の陸軍による12cm砲（12ポンドナポレオン砲）の採用に伴い、グリボーバル・システムは廃止された。